# MTV Europe Music Award al miglior artista baltico
L'MTV Europe Music Award al miglior artista baltico (MTV Europe Music Award for Baltic Act) è stato uno dei premi principali dell'MTV Europe Music Award, che è stato assegnato dal 2006 al 2009.

## Albo d'oro

### Anni 2000
| Anno | Vincitore          | Nominati                                                        |
| ---- | ------------------ | --------------------------------------------------------------- |
| 2006 | Brainstorm         | - Inculto - Skamp - Tanel Padar - Vanilla Ninja                 |
| 2007 | Jurga              | - Double Faced Eels - Skamp - The Sun - Tribes of the City      |
| 2008 | Happyendless       | - Detlef Zoo - Jurga - Kerli - Rulers of the Deep               |
| 2009 | Leon Somov & Jazzu | - Chungin & the Cats of Destiny - DJ Ella - Flamingo - Popidiot |